# Тилич
Ти́лич (лем. Телич, пол. Tylicz, спочатку Орнава, 1363 — Містечко) — село в Польщі, на Лемківщині, у гміні Криниця-Здруй Новосондецького повіту Малопольського воєводства.
Населення — 1898 осіб (2011).

## Розташування
Село знаходиться за 6 км на схід від Криниці у місці впадіння Мохначки у річку Мушинка (пол. Tyliczanka), що неподалік кордону зі Словаччиною. Село лежить на межі двох мезорегіонів — Низьких Бескидів та Сандецьких Бескидів. Неподалік знаходиться Тилицький перевал (683 м.), на якому колись функціонував пункт прикордонного перепуску «Мушина — Курів».

## Історія села

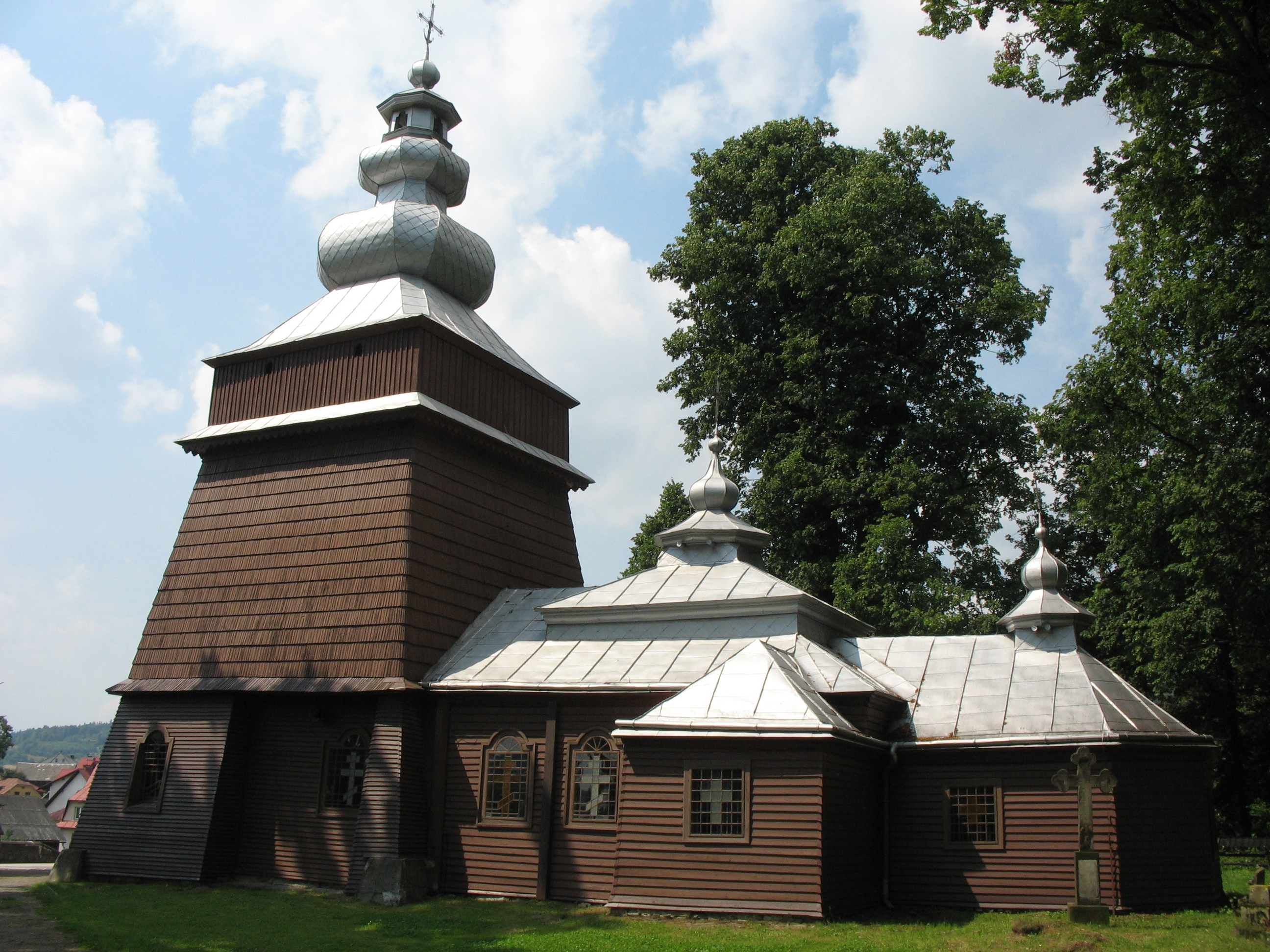
Греко-католицька церква св. Косми і Дем'яна у Тиличі

Тилич засновано у XIII ст. під назвою Орнава. У 1336 році село належало до королівських володінь.
У 1363 році село зазнало руйнувань після набігу татар після чого було відбудоване. Тоді ж польський король надав йому статус міста та нову назву — Містечко (Нове Містечко). У 1391 році власником села, яке було включено до Мушинського краю, став Краківський (римо-католицький) єпископ.
Близько 1400 року русинами у Тиличі було збудовано першу православну церкву. У 1636 році за розпорядженням Краківського єпископа вона була закрита. Після того як він помер 1680 року церква була відкрита, проте у 1682 новий єпископ знову заборонив Богослужіння. У 1686 церква була розібрана, а матеріали використані для будівництва римо-католицького костьолу у Мушині. З 1686 по 1743 роки у селі не було греко-католицької парафії.
Всупереч поширеному в українській історіоґрафії тлумаченню (Тарнович, Зубрицький, Грушевський) згадка в Іпатському літописі у 1262 році: Послав тоді [Василько] здобич брату своєму королеві [Данилу], з [боярином] Борисом з Ізеболком — король бо тоді поїхав був в Угри,— і догнав його Борис у [!] Телича, не може стосуватися села на Лемківщині, бо щойно 12 липня 1612 року село було перейменовано на Тилич на честь Краківського єпископа Петра Тиліцкого, який повторно надав йому статус міста, герб, і права та обов'язки для мешканців «такі ж, як у місті Мушина». Скорше за все річ згадувалась ріка Теличка.
У цьому ж році (1612) був збудований дерев'яний костел середини св. Петра і Павла (патрони міста) XVII ст. з вівтарем у стилі рококо XVIII ст. Біля костьолу знаходиться дзвіниця з XVIII або XIX ст. Він зберігся до сьогоднішніх днів і стоїть у центрі.
У 1743 році збудована дерев'яна греко-католицька церква св. Косми і Дем'яна, яка збереглась до наших днів. Тридільної конструкції з вежею у західнолемківському стилі, покрита бляхою.
У 1769—1770 роках тут знаходилась застава Барської конфедерації.
Згідно з даними Йосифинської метрики станом на 1785 рік Тиличі займав площу 27,3 км² та проживало 1044 осіб, з них 705 греко-католиків, 315 римо-католиків та 24 єврея. У 1840 році нараховувалось 1029 греко-католиків, у 1859—1039, у 1879—1001, у 1926—1105, у 1936—1186 греко-католиків, 370 римо-католиків і 216 євреїв.

З 1856 року в Тиличі діяла школа з українською мовою викладання, а місцевий парох Михайло Криницький саме тут написав першу історію Лемківщини і видав її в 1853 році у Відні («Историческое состояние наместничества Мушинского»), в якій документами спростував вигадки польських істориків про ніби-то «колонізацію Лемківщини лемківськими осадниками» і довів автохтонність русинського населення.
За даними перепису у 1857 році у Тиличі проживало 1108 осіб, у 1869—1263, у 1890—1372, у 1900—1299 осіб і 256 господарств, у 1910—1301, у 1921—1255 осіб і 264 господарств, 1931—1623 особи і 302 господарства, у 1943—1812, у 1988—1527, у 2002—1836 осіб і 390 господарств. В селі була москвофільська читальня імені Качковського.
У період Першої світової війни на цьому терені проходила лінія фронту і відбувалися військові дії. 19 мешканців села за москвофільство австрійська влада арештувала та відправила у Талергоф. Зокрема, у концтаборі загинув парох Омелян Венгринович.
У 1934 році село перейшло під юрисдикцію Апостольської Адміністрації Лемківщини. У 1938 році українці поставили тут хрест на честь 950-річчя хрещення Київської Русі.
У 1939 році з 1810 жителів — 1220 українців, 470 поляків, 120 євреїв)
2 вересня 1939 року тут відбувся бій між відділом Війська Польського та частинами словацької армії в рамках німецької Польської кампанії.
До 1945 р. в селі була греко-католицька парафія Мушинського деканату, метрики велися з 1738 р. У 1945 р. частину українців вивезли в СРСР, а 254 в ході операції «Вісла» в 1947 р. ув'язнили в концтаборі «Явожно» або депортували на понімецькі землі Польщі, а 317 вимушено перейшли до римо-католицького костелу і були залишені в селі.
У 1955 році у Тиличі було створено Народну Громадську Раду для Тилича, Мохначки Нижньої і Мушини. У 1973 — Тиличу повернено статус гміни, а у 1975 — було включено до складу гміни Криниця.
У 1975—1998 роках село належало до Новосондецького воєводства.

## Поширені прізвища
Гавран (Hawran/Gawran/Havran), Ґарбера (Garbera), Головчак (Holowczak/Holovchak), Дзядик (Dziadyk/Dzadyk/Dziatyk/Dzjadyk), Дудка (Dudka/Dutka), Кеблеш (Keblesz/Kieblesz/Keblesh), Криницький (Krynicki/Krynyts'kyj), Нестерак (Nesterak), Павлик (Pawlik/Paulik/Paflik/Pavlyk), Павлишак (Pauliszak/Pavlyshak), Париляк (Parylak/Paryljak), Переґрим (Peregrym), Сенко (Senko), Трухан (Truchan/Trukhan), Федорчак (Fedorczak/Fedorchak), Хованець (Chowaniec/Chowanec/Howaniec/Khovanets'), Чернявський (Czyrniawski/Chyrnjavs'kyj), Шаленик (Szalenik/Shalenyk).

## Демографія
Демографічна структура станом на 31 березня 2011 року:
|          | Загалом | Допрацездатний вік | Працездатний вік | Постпрацездатний вік |
| -------- | ------- | ------------------ | ---------------- | -------------------- |
| Чоловіки | 955     | 233                | 636              | 86                   |
| Жінки    | 943     | 193                | 561              | 189                  |
| Разом    | 1898    | 426                | 1197             | 275                  |

 Вікісховище має мультимедійні дані за темою: Тилич
1. 1 2 3  GUS. Ludność w miejscowościach statystycznych według ekonomicznych grup wieku. Stan w dniu 31.03.2011 r. [Населення статистичних місцевостей за економічними групами віку. Стан на 31.03.2011]. Процитовано 12 серпня 2018.
2. ↑  Володимир Кубійович. Етнічні групи південнозахідної України (Галичини) на 1.1.1939, стор. 54 — Вісбаден, 1983. — 205 с.
3. ↑  Акція «ВІСЛА»: Список виселених у ході операції сіл і містечок
4. ↑  Згідно з методологією GUS працездатний вік для чоловіків становить 18-64 років, для жінок — 18-59 років GUS. Pojęcia stosowane w statystyce publicznej [Терміни, які використовуються в публічній статистиці]. Процитовано 14 серпня 2018.

.